# هانس ستيرن
هانس ستيرن (بالبرتغالية: Hans Stern؛ بالألمانية: Hans Stern) هو رائد أعمال ألماني وبرازيلي، ولد في 1 أكتوبر 1922 في إسن في ألمانيا، وتوفي في 26 أكتوبر 2007 في ريو دي جانيرو في البرازيل.